# Un home fenomen
 Un home fenomen  (títol original en anglès: Wonder Man) és una pel·lícula dels Estats Units de H. Bruce Humberstone estrenada el 1945. Ha estat doblada al català.

## Argument
Buzzy Bellew, amo d'un cabaret és testimoni d'un assassinat comès pel gàngster Ten Grand Jackson. Una nit, dos dels homes de Jackson maten Buzzy i llencen el seu cos al llac de Prospect Parc a Brooklyn. Buzzy torna com a fantasma i convoca el seu bessó, un tímid bibliotecari, Edwin Dingle, a Prospect Parc de manera que pugui ajudar el policia Jackson, ocupant el seu lloc com a showman d'un nightclub i venjant la seva mort.

## Repartiment
- Danny Kaye: Edwin Dingle / Buzzy Bellew
- Virginia Mayo: Ellen Shanley
- Vera-Ellen: Midge Mallon
- Donald Woods: Monte Rossen
- S.Z. Sakall: Schmidt
- Allen Jenkins: Chimp
- Edward Brophy: Torso
- Steve Cochran: Ten Grand Jackson
- Otto Kruger: Fiscal del districte
- Richard Lane: Ajudant de fiscal del districte
- Natalie Schafer: Sra. Hume
- Huntz Hall: El marit
- Virginia Gilmore: L'amic del mariner
- Edward Gargan: El policia
- Alice Mock: Prima Donna
- Gisela Werbisek: Sra. Schmidt

## Premis i nominacions

### Premis
- 1946: Oscar als millors efectes visuals per John P. Fulton (fotografia) i Arthur Johns (so)

### Nominacions
- 1946: Oscar a la millor banda sonora per Louis Forbes i Ray Heindorf
- 1946: Oscar a la millor cançó original per David Rose (música) i Leo Robin (lletra) per la cançó "So in Love"
- 1946: Oscar a la millor edició de so per Gordon Sawyer